# Kungsgatan

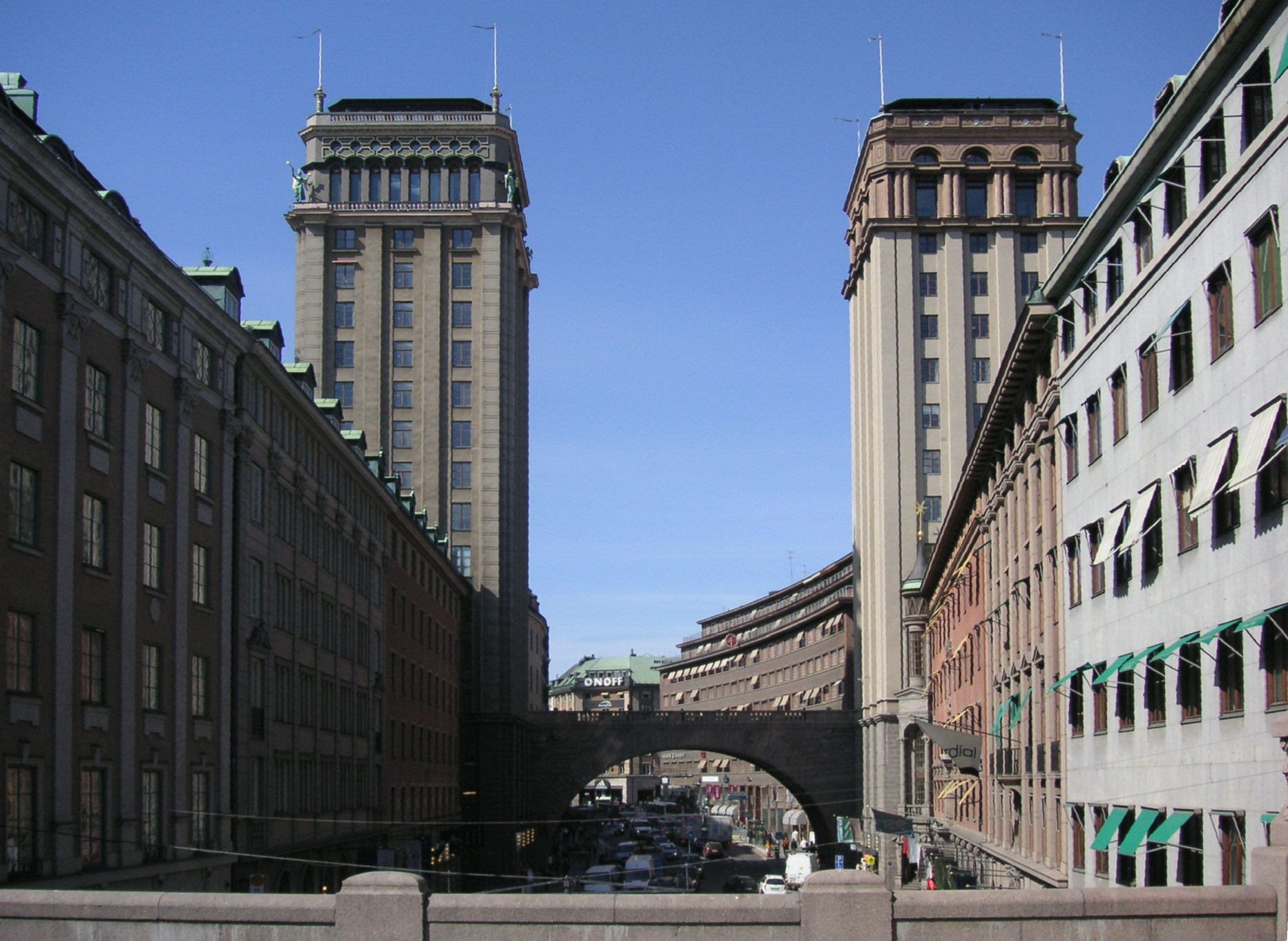
Kungsgatan mit den beiden Kungstornen 2008

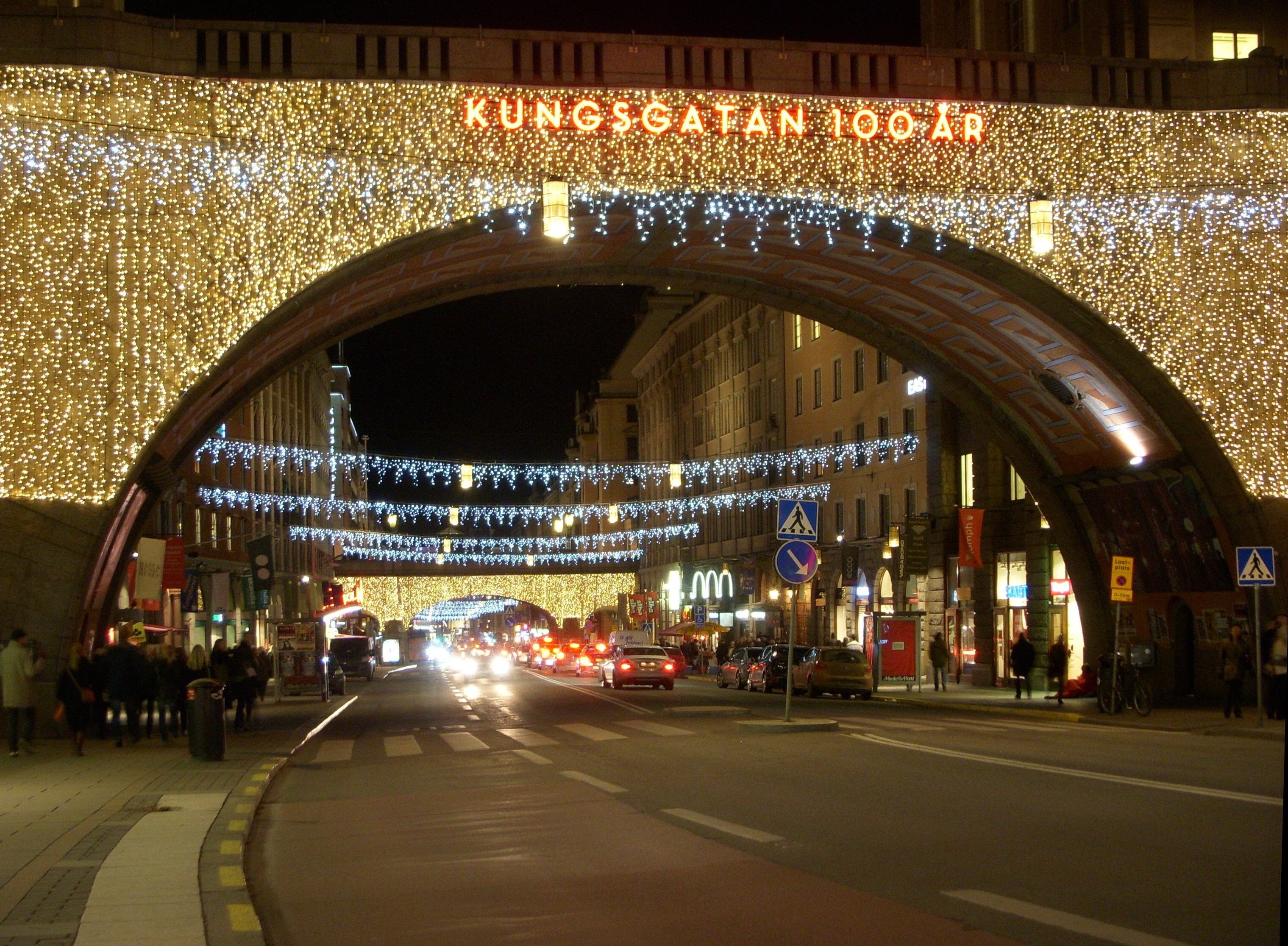
„Kungsgatan 100 Jahre“, November 2011

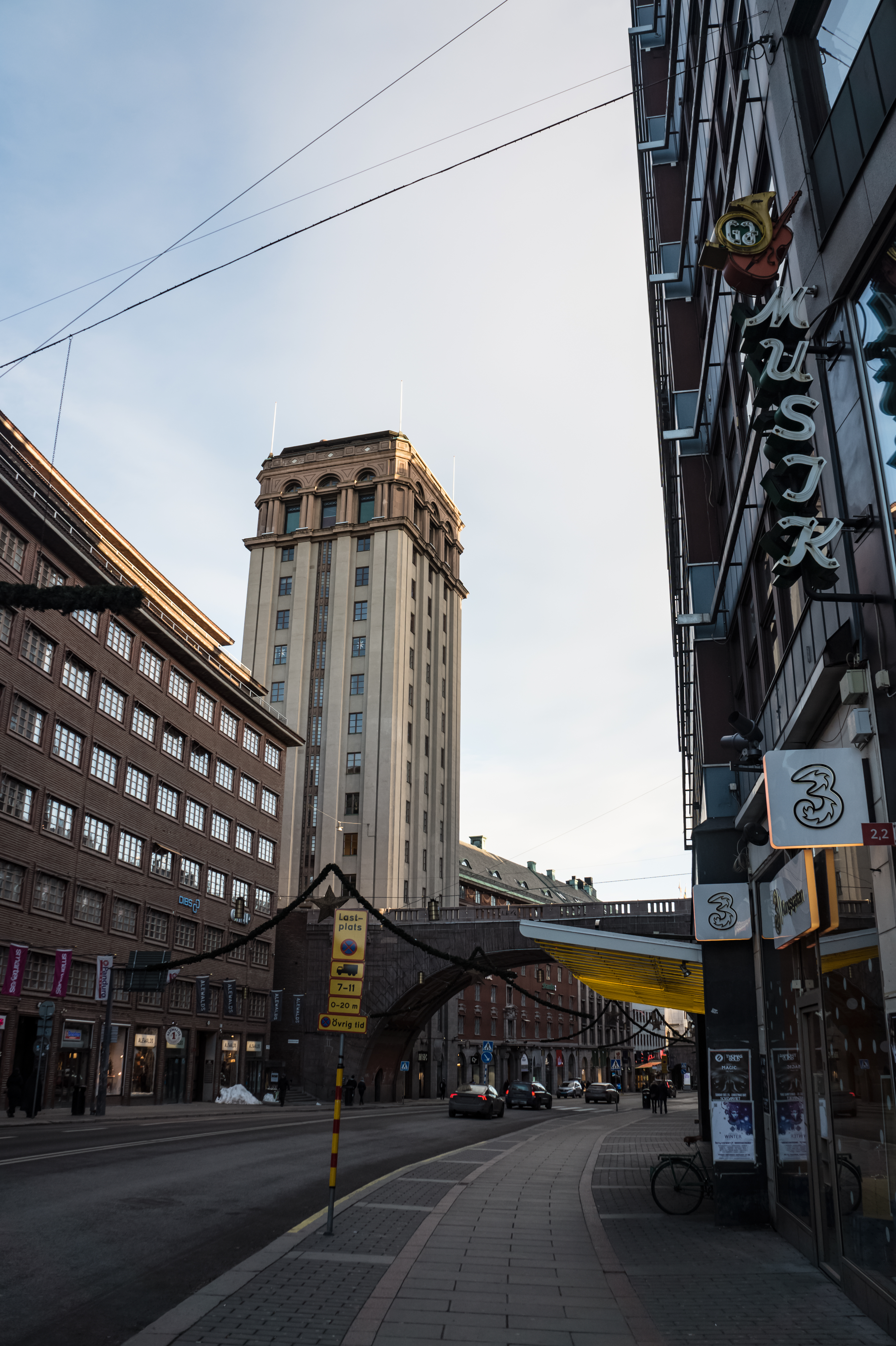
Kungsgatan, 2016

Die Kungsgatan (deutsch: Die Königsstraße) ist eine zentral gelegene Hauptstraße in Stockholm in den Stadtteilen Norrmalm und Kungsholmen. Sie verläuft in Ost-West-Richtung und ist ca. 1.500 Meter lang.

## Geschichte
Im Jahr 1887 beschloss die Stadt Stockholm, eine neue Straße  durch  den eiszeitlichen Wallberg, den Brunkebergsåsen, zu bauen, der die nördlichen Stadtteile Stockholms in Nord-Süd-Richtung durchquert. Vorher verlief ein Straßenzug  mit dem Namen Lutternsgatan über den steilen Wall. Es war eine schäbige, heruntergekommene Verbindung mit alter Holzhausbebauung und Schuppen zu beiden Seiten. 1905 begannen die Arbeiten mit der neuen Kungsgatan. Es dauerte sechs Jahre, die Trasse durch den Wallberg zu bauen, einige Brücken mussten errichtet werden, um die Querstraßen aufzufangen.  Während der Bauarbeiten fand man die Reste eines Wikingerdorfes.

## Bebauung und Bedeutung
Am 21. November 1911 fand die Eröffnung statt, allerdings war die neue Hauptstraße damals noch öde und kaum bebaut. Während der 1920er entstand eine moderne Großstadtbebauung nach nordamerikanischem Muster. Dominierend sind die beiden Königstürme (Kungstornen), die von den Architekten Sven Wallander respektive Ivar Callmander Mitte der 1920er Jahre entworfen worden waren. In den 1930er und 1940er Jahren war die Kungsgatan Stockholms Broadway, und hier fand  auch die Konfettiparade zur Feier des Endes des Zweiten Weltkrieges statt. Zur Einführung des Rechtsverkehrs in Schweden am 3. September 1967 ging noch einmal die Kungsgatan durch die Weltpresse, als die Fahrzeuge von der linken zur rechten Straßenseite überwechselten.
Durch den Neubau der Stockholmer City um den Sergels torg herum in den 1960er Jahren, verlor die Kungsgatan ihre Bedeutung als Haupteinkaufsstraße. In den 1990er Jahren wurde die Straße renoviert und bekam ein einheitlicheres Erscheinungsbild, was dazu führte, dass die Kungsgatan heute wieder Stockholms „feine Straße“ ist.

## Historische Bilder

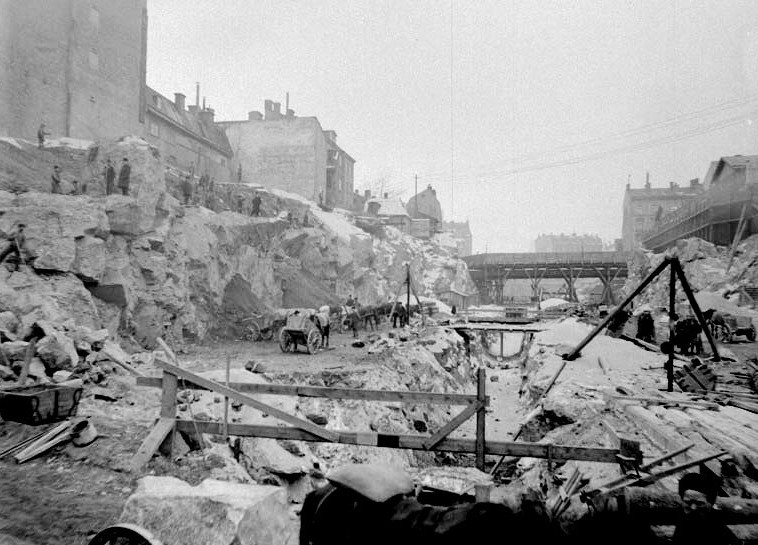
Brunkebergsåsen fast besiegt 1909
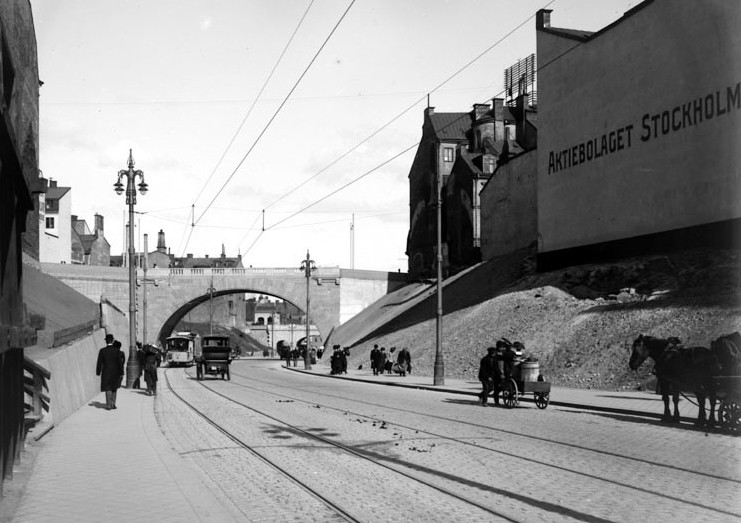
Nach der Einweihung, am 24. November 1911
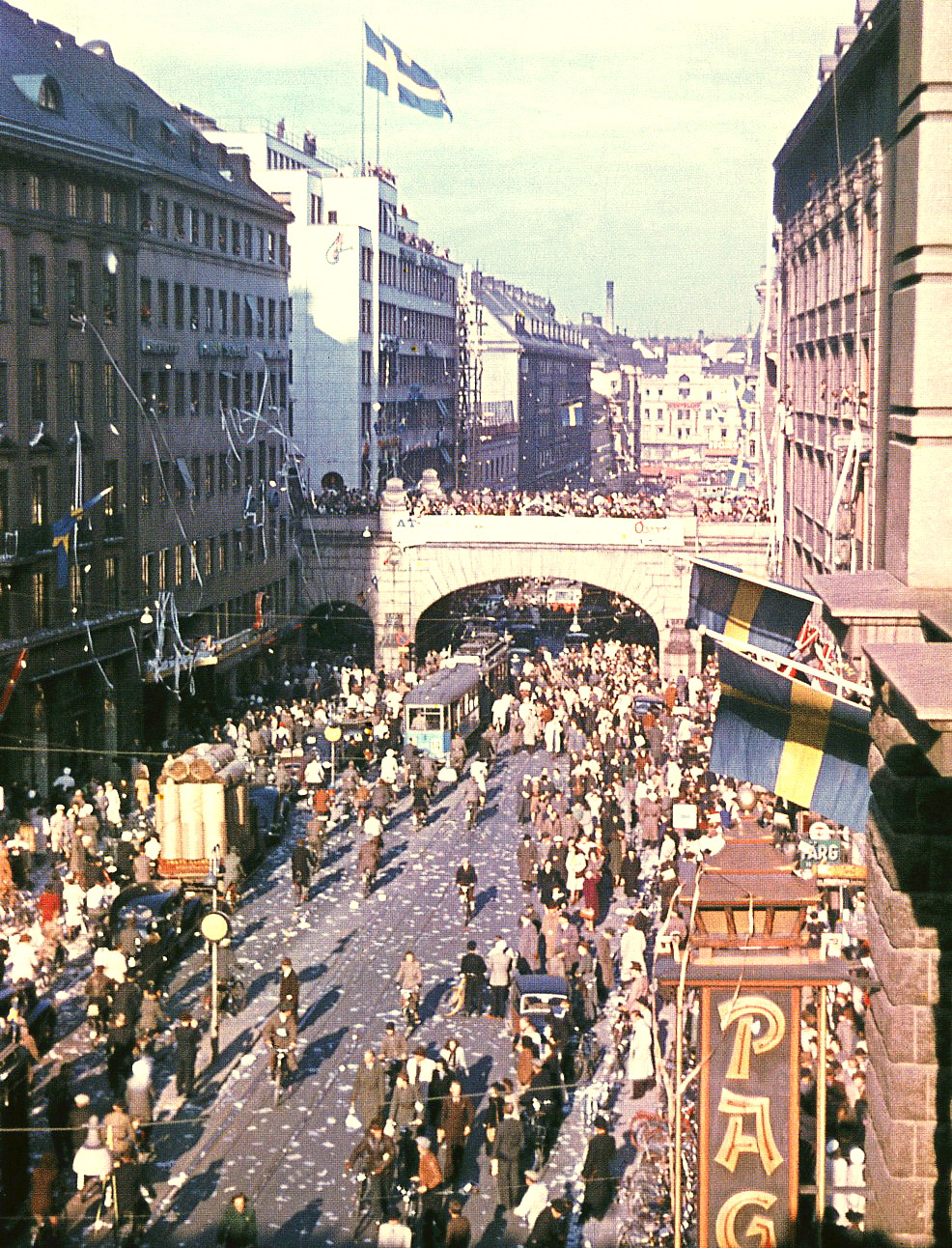
Konfettiparade, am 7. Mai 1945
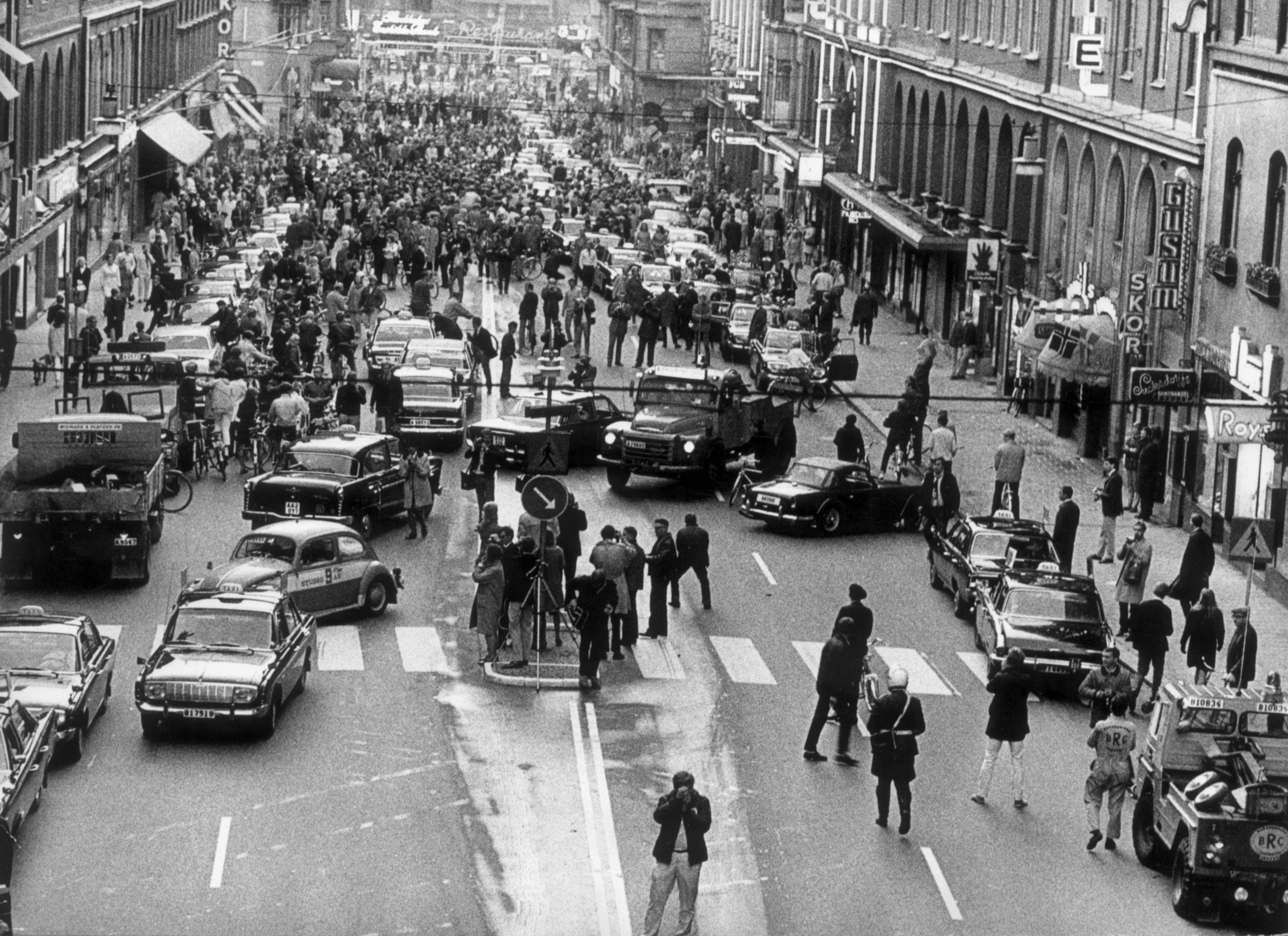
Dagen „H“, Rechtsverkehr am 3. September 1967